# 古澤満宏
古澤満宏（ふるさわ みつひろ、1956年2月20日 - ）は日本の財務官僚。理財局長、財務官、国際通貨基金（IMF）副専務理事などを歴任。

## 来歴
東京都出身。東京教育大学附属高等学校、東京大学法学部第2類（公法コース）卒業。1979年 大蔵省に入省（関税局国際第一課）。1983年 フランス国立行政学院卒業。課長補佐時代から国際金融分野でキャリアを積み、2006年8月4日 大臣官房審議官（国際局担当）。2007年7月6日 外務省在米国大使館公使。2009年7月24日 国際局次長。2010年7月30日 国際通貨基金（IMF）理事。2012年8月17日 省内の国内派と国際派の人事交流により、理財局長となる（国際局長には国内派（銀行畑）の木下康司）。2013年3月29日 財務官。国際局長（国際金融局長）以外のポストからの財務官への昇格は1981年に古澤同様、理財局長から財務官へとなった渡辺喜一以来、約32年ぶり。2014年7月4日に退官。同日に内閣官房参与。国際経済について助言を行う。2015年3月より国際通貨基金（IMF）副専務理事。2020年12月より三井住友銀行国際金融研究所理事長。2022年GA technologies顧問、SBIリクイディティ・マーケット顧問。2023年篠原尚之の後任として三菱重工業取締役。

## 人物
- 息子は弁護士の古澤賢太郎クリストフ

## 官歴
- 1979年4月：大蔵省に入省（関税局国際第一課）
- 1981年5月：関税局付（フランス国立行政学院留学）[8]
- 1983年7月：証券局総務課企画係長[9][10]
- 1985年7月10日：千葉西税務署長[10]
- 1986年7月：国際金融局国際機構課長補佐（通貨基金担当）[11][10]
- 1988年6月：主計局給与課長補佐
- 1990年7月：主計局主計官補佐（司法・警察係主査）[8]
- 1992年7月20日：国際金融局開発政策課長補佐[12]
- 1994年7月13日：大臣官房企画官兼国際金融局総務課
- 1995年7月：自治省大臣官房付
- 1997年7月16日：大臣官房企画官兼大臣官房調査企画課[8]
- 1997年12月25日：外務省在フランス大使館参事官
- 1999年7月8日：大臣官房秘書課財務官室長
- 2000年7月24日：国際局国際機構課長
- 2002年7月9日：主計局主計官（外務、経済協力、経済産業担当）
- 2004年7月2日：国際局開発政策課長
- 2005年7月4日：国際局総務課長
- 2006年1月10日：大臣官房政策評価審議官兼大臣官房審議官（大臣官房担当）
- 2006年1月16日：内閣官房内閣審議官兼内閣官房行政改革推進事務局次長[13]
- 2006年8月4日：大臣官房審議官（国際局担当）
- 2007年7月6日：外務省在米国大使館公使
- 2009年7月24日：国際局次長
- 2010年7月30日：大臣官房付、派遣職員（国際通貨基金（IMF）理事）
- 2012年8月17日：理財局長
- 2013年3月29日：財務官
- 2014年7月4日：退官

## 1979年入省同期
- 木下康司（日本政策投資銀行会長、第10代財務事務次官、主計局長、国際局長、大臣官房総括審議官）
- 香川俊介（第11代財務事務次官、主計局長、大臣官房長、大臣官房総括審議官）
- 田中一穂（日本政策投資銀行総裁、第12代財務事務次官、主計局長、主税局長）
- 永長正士（人事院事務総長）
- 桑原茂裕（日本銀行理事）
- 道盛大志郎（国土交通省政策統括官、税務大学校長、東京国税局長）
- 氏兼裕之（カジノ管理委員会委員、独立行政法人国立印刷局理事長）
- 手島洋（大阪国税局総務部総務課長（1987年1月9日自殺））
- 加藤勝信（衆議院議員、内閣官房長官兼拉致問題担当大臣、厚生労働大臣、自民党総務会長）